# Cherry Valley, Pennsylvania
Cherry Valley là một thị trấn thuộc quận Butler, tiểu bang Pennsylvania, Hoa Kỳ. Năm 2010, dân số của thị trấn này là 66 người.